# オールアウト (企業)
株式会社オールアウト（ALL OUT Company Limited）は、主にテレビ番組の制作プロダクションおよびタレント・フリーアナウンサーのマネジメントを行っている日本の企業である。設立は1996年2月。

## 所在地・役員
- 本社：東京都港区赤坂2-22-24 泉赤坂ビル6F
- 制作部：東京都港区赤坂2-22-24 泉赤坂ビル5F
- 代表取締役社長：大里進
- 取締役：宇都木員夫

## 関連会社
- 株式会社ファーストハンド
- 株式会社エム・ウェーブ

## 主な制作番組（過去のものを含む）
- ズームイン!!SUPER
- ニュースプラス1
- ワイドショーの主役
- 日本の名車
- 映画「1リットルの涙」
- しあわせドキュメント 結婚までの1週間
- 武田鉄矢の昭和は輝いていた

## 主なタレント
- 伊沢美絵子 （リポーター・MC・アナウンス・モデル）  プロフィール
- 今村優理子 （リポーター・MC・コメンテーター）  プロフィール
- かわちゆかり （少女マンガ家・タレント）  プロフィール
- 菊田あや子 （タレント・リポーター ）  プロフィール
- 香坂優介 （俳優）  プロフィール
- SONMI (ソンミ) （MC・ナレーター）  プロフィール
- 高須克弥 （高須クリニック院長・医学博士・美容外科医師）  プロフィール
- 友田晶子 （日本酒・焼酎・ワイン・ビール・カクテルなど酒と食に関する専門家・トータル飲料コンサルタント・ソムリエ）  プロフィール
- 速水亮 （俳優）  プロフィール
- 三上ゆうこ （声優・女優）  プロフィール
- 水野久美 （ライター・キャスター・タレント）  プロフィール
- 峰剛一 （アナウンサー・ナレーター）  プロフィール
- 浅井力也（リッキー） （アーティスト（画家））  プロフィール